# Coup d'État de 1969 en Bolivie
 (février 2024).
Le coup d’État de 1969 en Bolivie désigne les événements du 26 septembre 1969 qui aboutissent au renversement du gouvernement constitutionnel de Luis Adolfo Siles Salinas, par le commandant en chef de l'armée bolivienne Alfredo Ovando Candía et le général Juan José Torres.

## Contexte

### Barrientos et Ovando
Le 4 novembre 1964, les généraux René Barrientos Ortuño et Alfredo Ovando Candía renversent Víctor Paz Estenssoro et forment une junte militaire. Ovando est l'acteur clé du coup d'État et aspire à devenir président, mais Barrientos devient le nouveau dirigeant en raison de sa popularité. En mai 1965, la co-présidence Barrientos-Ovando est créée par la junte au pouvoir, dans le but de contenir le mécontentement et la division au sein des forces armées. En 1966, Barrientos démissionne de la junte et se présente aux élections avec le civil Luis Siles Salinas, qu'il remporte. Il compose un nouveau gouvernement avec Siles Salinas comme vice-président,
À cette époque, deux courants militaires prédominent dans les forces armées, la ligne conservatrice, liée à la répression de la guérilla de Ñancahuazú et représentée par Barrientos, et la ligne institutionnaliste, liée aux idéaux de la révolution de 1952 et représentée par Ovando.

### Présidence de Siles Salinas
Le 27 avril 1969, le président Barrientos meurt dans un accident d'hélicoptère. Son vice-président, le civil Siles Salinas, occupe désormais ses fonctions conformément à la Constitution et reçoit l'aval des militaires. Ovando, quant à lui, est absent car sa femme subit une opération chirurgicale dans une clinique aux États-Unis. Après avoir été informé de la mort de Barrientos, Ovando retourne à La Paz et accepte la prise de fonctions de Siles Salinas. Le gouvernement civil de Siles Salinas est né sans aucune base politique solide et sans contrôle sur l'armée, ce qui a limité une grande partie des actions du président,. Siles Salinas est très peu populaire, au sein de la classe paysanne notamment, décrit par Le Monde comme un « homme de droite sans grande envergure ».
Cette période fut pleine de tensions entre le gouvernement et le chef militaire Ovando Candía. Une nouvelle guérilla est apparue en Bolivie. La guérilla de Teoponte mène plusieurs attaques, une situation qui amène le commandant Ovando Candía à accuser le président Siles Salinas de diriger un gouvernement faible.
Des élections doivent avoir lieu en 1970. Ovando se présente à ces élections, soutenu par les paysans à travers le Pacte militaire paysan et ses militaires proches. Le populaire maire de La Paz, Armando Escobar Uría, lui aussi militaire, se présente également,.
Le 19 septembre, le député Ambrosio García Rivera (FSB) dépose plainte auprès du Parlement bolivien : il accuse  le général Ovando Candía d'avoir reçu 600 mille dollars de la compagnie américaine Gulf Oil pour financer sa campagne présidentielle. En réponse à cette accusation, Ovando démissionne de son poste de commandant pour permettre une enquête. Il reste cependant en fonction, sa démission n'a pas été acceptée par le président. Peu de temps après, des protestations paysannes éclatent à Oruro et Cochabamba, exigeant la démission de Siles Salinas,.
Confronté à la possibilité de perdre les élections, Ovando choisit de prendre le pouvoir par la force. Avant cette action, on pense qu'Ovando a étudié le gouvernement révolutionnaire des forces armées du Pérou dirigé par Juan Velasco Alvarado, admirant son modèle autoritaire et nationaliste,.

## Coup d'État
Dans la nuit du 26 septembre, l'armée procède à un coup d'État militaire et renversent le président Siles Salinas. Les événements se déroulent dans le calme , le Palais du gouvernement, la mairie de la capitale et d'autres bureaux de l'État étant rapidement occupés. Les forces armées prennent le pouvoir par la proclamation d'un document intitulé Mandat révolutionnaire des forces armées. Le putsch est justifié par la junte qui souhaite « éviter le danger d'anarchie, de capitulation et de désordre ».
Siles Salinas, qui est en visite à Santa Cruz de la Sierra, est envoyé en exil à bord d'un avion à destination d'Arica, au Chili,.
La junte révolutionnaire nomme Alfredo Ovando Candía président de la République et Juan José Torres  commandant des forces armées. Un cabinet civico-militaire est formé, composé de personnalités nationalistes, progressistes et de droite. Le cabinet d'Ovando est entouré d'intellectuels, parmi lesquels Marcelo Quiroga Santa Cruz. Les premières décisions d'Ovando, président du gouvernement révolutionnaire, sont d'annuler les élections de 1970 et d'invalider la loi sur le pétrole.
Il y a très peu de résistance au coup d'État ; il est accueilli avec incrédulité par la population bolivienne qui apprend la nouvelle par les médias. La nouvelle est considérée avec prudence par des organisations de gauche telles que la Centrale ouvrière bolivienne (COB).

### Mandat Révolutionnaire des Forces Armées
Le Mandat révolutionnaire des forces armées, base idéologique du nouveau gouvernement, est présenté à la nation bolivienne. Le manifeste est rédigé par Juan José Torres et signé par les officiers Rogelio Miranda Baldivia, David Lafuente Soto et l'amiral Alberto Albarracín. Il s'agit d'un programme « nationaliste et révolutionnaire », qui souhaite la reprise des idéaux de la Révolution bolivienne de 1952 et est influencé par la dictature de Juan Velasco Alvarado. Ce document parlait d'une transformation des structures économiques, politiques et socioculturelles de la Bolivie. Cela explique également la construction d’une politique étrangère indépendante et une campagne visant à éradiquer la menace guérilla,,.

## Conséquences
La Constitution adoptée en 1967 est suspendue — elle n'est rétablie qu'en 1978. Au cours des premiers mois du régime ovandiste, trois meurtres mystérieux ont eu lieu en Bolivie. La première d'entre elles s'est produite en novembre 1969, contre le leader barrientiste Jorge Soliz Román, opposant politique d'Ovando. Les deux autres ont eu lieu entre février et mars 1970, contre le journaliste Jaime Otero Calderón et le couple Alfredo et Martha Alexander.
Malgré des mesures populaires telles que la nationalisation de Gulf Oil, le gouvernement d'Ovando n'a pas réussi à consolider le soutien politique, tant de gauche que de droite. Cela conduirait à un environnement polarisé au sein des forces armées, culminant avec l'éviction d'Ovando lors d'une crise militaire en octobre 1970. Le général Juan José Torres, ancien collaborateur d'Ovando, est sorti de cette crise en tant que nouveau président de la Bolivie et son gouvernement a continué la politique nationaliste et réformiste d'Ovando.